# Pere Solé
Pedro Solé Junoy, noto anche come Pere Solé (Barcellona, 7 maggio 1905 – Barcellona, 25 febbraio 1982), è stato un calciatore spagnolo, di ruolo centrocampista.